# Antoinette Borg
Antoinette Borg (ur. 22 października 1986 w Piecie) – maltańska koszykarka, występująca na pozycjach rzucającej lub niskiej skrzydłowej, reprezentantka kraju, od 2018 zawodnik Luxolu B.C.

## Osiągnięcia
Stan na 23 maja 2024, na podstawie, o ile nie zaznaczono inaczej.

### Drużynowe
- Mistrzyni Malty (2022)[2]
- Wicemistrzyni Malty (2015, 2017, 2023, 2024)[3][4][5][6]
- Zdobywczyni:
  - Pucharu Malty (2017, 2023)[4][5]
  - Superpucharu Malty (2010/2011, 2022/2023)[7][5]
- Finalistka:
  - Pucharu Malty (2015, 2022)[3][2]
  - Superpucharu Malty (2011/2012, 2013/2014, 2014/2015)[8][9][3]

### Reprezentacja
Seniorska
- Uczestniczka:
  - mistrzostw Europy dywizji B (2005)
  - European Promotion Cup (2006 – 4. miejsce)

Młodzieżowe
- Uczestniczka U–18 European Promotion Cup (2005 – 4. miejsce)